# Нікола Бабич
Нікола Бабич (хорв. Nikola Babić, нар. 5 грудня 1905, Сень  — пом. 25 жовтня 1974, Загреб) — югославський футболіст, що грав на позиції захисника. Відомий виступами, зокрема, за загребські клуби ХАШК, «Граджянскі» (Загреб), «Конкордія», а також національну збірну Югославії. Дворазовий чемпіон Югославії. Брат футболіста Драгутина Бабича.

## Клубна кар'єра
З 16 років грав у складі команди ХАШК, у складі якої виступав у 1921—1926, а також пізніше у 1933—1937 роках. Двічі з командою був володарем кубка Загреба у 1925 і 1926 роках.
З 1927 року виступав у команді «Граджянскі» (Загреб), де грав його старший брат Драгутин Бабич. У склад нового клубу Нікола також двічі здобував кубка Загреба у 1927 і 1928 роках, а також у 1928 році здобув звання чемпіона Югославії. Команда одержала чотири перемоги і одного разу програла в одноколовому ліговому турнірі для шести учасників. Бабич зіграв у чотирьох матчах змагань і забив чотири голи.
По завершенні сезону чемпіон переміг 5:1 «Югославію» у відбірковому матчі за право зіграти у зіграти міжнародному турнірі для провідних клубів Центральної Європи — Кубку Мітропи. В 1/4 фіналу змагань «Граджянські» переміг у першому матчі чемпіона Чехословаччини клуб «Вікторію» — 3:2. Проте, у матчі відповіді упевнену перемогу святкували суперники — 1:6.
Загалом у складі «Граджянскі» зіграв у 1927—1928 роках в 27 офіційних матчах і забив 11 м'ячів. Серед них 4 матчі і 4 голи у чемпіонаті Югославії, 13 матчів і 6 голів у чемпіонаті Загреба, 7 матчів і 1 гол у кубку Загреба, 2 матчі у кубку Мітропи, 1 матч у кваліфікації до кубку Мітропи.
Сезон 1928-29 провів у складі одного з найсильніших клубів Європи того часу — віденського «Рапіда», з яким став чемпіоном Австрії і фіналістом кубку країни. Щоправда, зіграв за команду лише 3 матчі: 2 у чемпіонат і 1 кубку Австрії (у півфіналі).
Виступав також у складі третього провідного клуба Загреба того часу — «Конкордії». У 1932 році завоював з цією командою свій другий титул чемпіона країни. Забив 2 голи у 5 проведених матчах змагань.
Здебільшого грав на позиції центрального нападника, хоча під кінець кар'єри неодноразово виступав у півзахисті або на фланзі нападу. За професією ветеринар.
| Дата       | Місто   | Господарі  | Результат | Гості     | Турнір           | Голи | Примітки |
| ---------- | ------- | ---------- | --------- | --------- | ---------------- | ---- | -------- |
| 08.04.1928 | Загреб  | Югославія  | 2 – 1     | Туреччина | товариський матч | -    |          |
| 24.04.1932 | Ов'єдо  | Іспанія    | 2 – 1     | Югославія | товариський матч | -    |          |
| 03.05.1932 | Лісабон | Португалія | 3 – 2     | Югославія | товариський матч | -    |          |
| Усього     |         | Матчів     | 3         |           | Голів            | 0    |          |

## Трофеї і досягнення
- Чемпіон Югославії (2):

«Граджянскі»: 1928
«Конкордія»: 1932
- Володар кубка Загреба (4):

ХАШК: 1925, 1926
«Граджянскі»: 1927, 1928
- Володар кубка короля Олександра:

Загреб: 1925